# Courcelles-au-Bois

Courcelles-au-Bois este o comună în departamentul Somme, Franța. În 1 ianuarie 2022 avea o populație de 70 de locuitori.